# Viehhaus (Weissach im Tal)
Das Viehhaus ist ein zum Ortsteil Cottenweiler gehörender Weiler der Gemeinde Weissach im Tal im baden-württembergischen Rems-Murr-Kreis.

## Geographie
Das Viehhaus liegt südlich der Kreisstraße K 1908. Der Weiler hat etwa ein Dutzend Hausnummern und ist mit dem Aichholzhof baulich zusammengewachsen. Östlich des Weilers liegt das Naturschutzgebiet Seegut-Semmlersberg.

## Geschichte

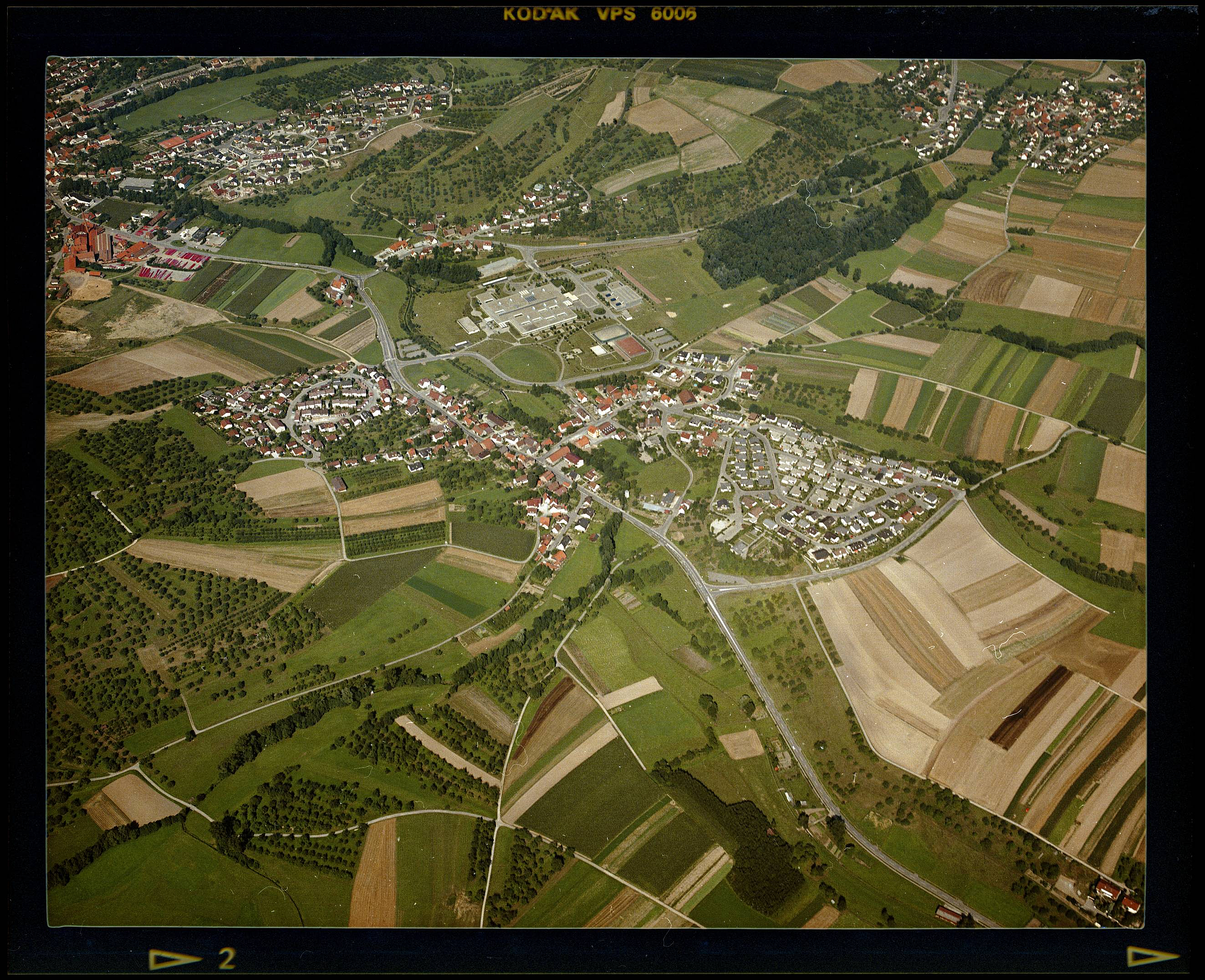
Luftbild von 1985 mit Cottenweiler und Viehhaus

Der Weiler Viehhaus entwickelte sich aus einem herrschaftlichen Viehhaus, das Ende des 17. Jahrhunderts (1699) auf Befehl des Herzogs von Württemberg errichtet wurde. 1624 lag an der Stelle noch der Kottenweyler See. Im Dreißigjährigen Krieg ging der See ab, in den 60er Jahren des 17. Jahrhunderts wurde das Gebiet in Viehweiden umgewandelt. Das Viehhaus diente der Unterbringung der Tiere während des Winters und zur Tiermast. Von dem ursprünglichen Viehhaus haben sich keine Reste erhalten. Um das Viehhaus herum entstand im 18. Jahrhundert eine Siedlung, die nach dem ehemaligen Viehhaus benannt wurde. Auch heute noch ist „Viehhaus“ die Bezeichnung für die einzige Straße des Weilers.
Administrativ gehörte das Viehhaus immer zu Cottenweiler, während der Aichholzhof stets zu Unterweissach gehörte. Kirchlich gehörten Cottenweiler und das Viehhaus stets zu Unterweissach.

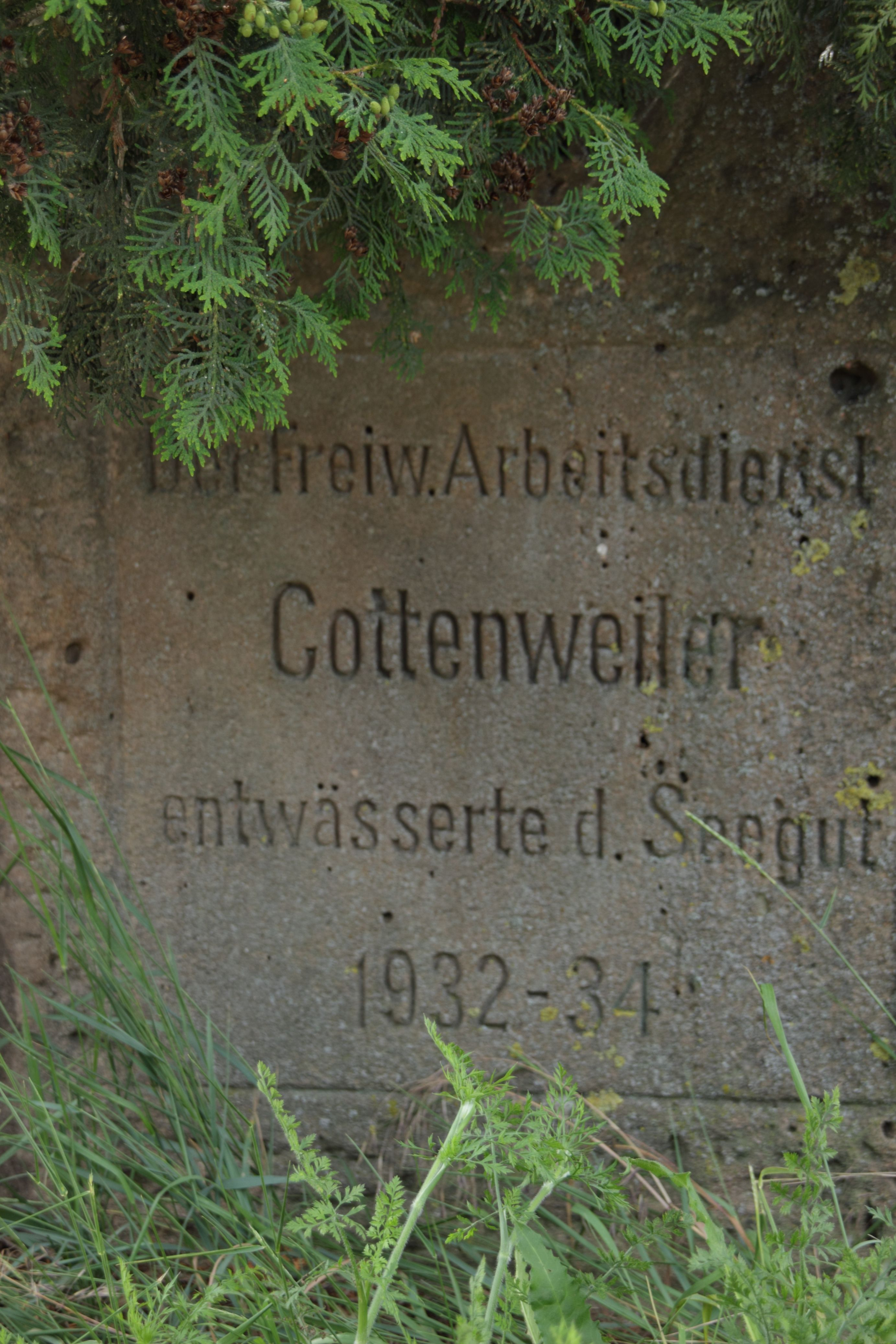
Arbeitsdienst-Gedenkstein

In den 1930er Jahren wurden Versuche unternommen, das Sumpfgebiet Seegut endgültig trockenzulegen. Schon vor der Machtergreifung der Nationalsozialisten hatte sich ein freiwilliger Arbeitsdienst in Cottenweiler gebildet, der 1932 mit den Arbeiten begann. Es wurden Entwässerungsgräben gegraben. Das Ziel war die Steigerung der landwirtschaftlichen Produktion durch Aktivierung und Kultivierung von Ödland. Während des Zweiten Weltkriegs konnten die Entwässerungsgräben nicht in Stand gehalten werden., weshalb sich erneut Feuchtvegetation bilden konnte. Aufgrund des Niedergangs der Landwirtschaft nach dem Zweiten Weltkrieg bestand dann kein Interesse mehr an den Feuchtwiesen. Auf dem westlichen Areal wurde das Bildungszentrum errichtet, das östliche Restgebiet wurde 1999 von Regierungspräsident Udo Andriof zum Naturschutzgebiet Seegut-Semmlersberg erklärt.

### Einwohnerentwicklung
- 1828: 6 Einwohner[1]
- 1847: 7 Einwohner[2]
- 1854: 12 Einwohner[3]
- 1896: 26 Einwohner[4]

## Sehenswürdigkeiten
- Arbeitsdienst-Gedenkstein am östlichen Ende des Weilers. Errichtet 1934 anlässlich der Trockenlegung des Sumpfgebiets Seegut in den Jahren 1932–1934.[5]